# کروکمبوش
کروکمبوش (به فرانسوی: Croquembouche)، یک نوع کیک عروسی سنتی فرانسوی است. این نوع کیک به شکل هرم است و بر روی یک ظرف و با چسباندن تعدادی نان خامه‌ای با کارامل یا آبنبات درست می‌شود. نان خامه‌ای گرد در فرانسه نمادی از کلم است و گفته می‌شود که نوزاد در مزارع کلم به دنیا می‌آید. به این سبب این کیک نمادی از آرزوی داشتن بچه و نوه‌های بسیار است. گفته می‌شود که هر چه ارتفاع این کیک بیشتر باشد زندگی بعد از عروسی مرفه‌تر خواهد بود.